# Потапова, Екатерина Антоновна
Екатери́на Анто́новна Пота́пова (10 января 1926, Шкловский район, Могилёвский округ — 24 октября 2014, Шкловский район, Могилёвская область) — Герой Социалистического Труда, Заслуженный работник сельского хозяйства со Шкловщины.

## Биография
Екатерина Антоновна родилась 10 января 1926 года в деревне Староселье Шкловского района в крестьянской семье.
После войны участвовала в восстановлении колхоза «Красный ударник». Работала звеньевой по льну, бригадиром полеводческой бригады. Была избрана делегатом XVIII съезда ЛКСМБ.

Работала в колхозе имени Фрунзе свинаркой, неизменно достигая высоких результатов: 
Под её досмотром всегда находилось десять основных свиноматок, восемь и более разовых. Первые приносили в год по два-три опороса, остальные — один. На каждую свиноматку приходилось не менее 10 поросят. В год через руки женщины проходило более 1000 голов.
За выдающиеся успехи, достигнутые в развитии сельскохозяйственного производства, Указом Президиума Верховного Совета СССР от 22 марта 1966 года Потаповой Е.А. присвоено высокое звание Героя Социалистического Труда.
Также, ей было присвоено звание «Заслуженный работник сельского хозяйства».
Екатерина Антоновна избиралась депутатом Верховного Совета СССР и БССР.

## Личная жизнь
- Муж: Иван Августович (скончался);
  - четверо детей: Виктор (скончался), Иван (скончался), Василий (скончался), Любовь.

## Награды
- Герой Социалистического Труда,
- Заслуженный работник сельского хозяйства.

Екатерина Антоновна дважды награждалась орденом Ленина, золотой медалью «Серп и Молот», медалью «За доблестный труд. В ознаменование 100-летия со дня рождения В. И. Ленина»; трижды она награждалась медалями Всесоюзной выставки достижений народного хозяйства[какими?].